# アルトゥール・ホヴァニシアン
アルトゥール・ホヴァニシアン（Aruturu Hovhannisian、男性、1975年9月13日 - ）は、アルメニア出身の空手家（極真空手五段）。身長185cm、体重100kg。極真会館（松井派）本部直轄川口道場正指導員。

## 来歴
15歳で極真カラテを始める。
2003年11月、第8回全世界空手道選手権大会でベスト16。
2004年、極真会館（松井派）総本部の練習生として来日。翌2005年には正指導員となった。
2004年5月30日、「一撃」で藤田雅幸と一撃キックルールで対戦。初のグローブマッチとなったが3-0の判定勝ち。
2005年10月15日、第19回全ヨーロッパウェイト制空手道選手権大会男子90kg超級で優勝。
2006年9月23日、オールアメリカン空手道選手権大会で3位入賞。
2006年11月19日、第38回オープントーナメント全日本空手道選手権大会に出場。決勝で内田義晃に判定負けし、準優勝となった。
2007年11月、第9回全世界空手道選手権大会で3位入賞。
2009年3月29日、極真会館（松井派）本部直轄恵比寿道場において百人組手を完遂（49勝12敗39分）。10年ぶり10人目の完遂者となった。98人目をグラウベ・フェイトーザ、99人目を田中健太郎、100人目をフランシスコ・フィリォが務めた。